# Фердинандовско македонско благотворително братство
Фердинандовското македонско благотворително братство е организация на бежанците от областта Македония, установили се в Фердинандово, Пловдивско.

## История
На 27 ноември 1925 година е образувано братството и е избрано настоятелство в състав Ташко Георгиев (председател), Никола Толев (подпредседател), Стоян Д. Витанов (секретар касиер), а в контролната комисия са Тодор Алакушев, Димитър Ефтимов и Никола Табаков.